# Sorbus scepusiensis
Sorbus scepusiensis är en rosväxtart som beskrevs av M. Kovanda. Sorbus scepusiensis ingår i släktet oxlar, och familjen rosväxter. Inga underarter finns listade i Catalogue of Life.